# Altigius alios
Altigius alios is een kikker uit de familie smalbekkikkers (Microhylidae). Het is de enige soort uit het monotypische geslacht Altigius, de kikker is nog niet ingedeeld bij een van de onderfamilies van de Microhylidae.
De soort is waargenomen in Peru en Bolivia en is slechts bekend van twee locaties in het regenwoud. Verwacht wordt dat het verspreidingsgebied groter zal zijn dan de nu bekende locaties. Over de levenswijze en biologie van deze pas in 1995 beschreven soort is vrijwel niets bekend.